# فلسفه رنسانس
فلسفه دوران رنسانس در سده‌های ۱۵ تا ۱۷ میلادی، بین قرون وسطی و دوران جدید در در شمال ایتالیا رخ داد. این دوره در قرن ۱۵ میلادی به اوج خود رسید و در سراسر ایتالیا و بخش‌هایی از اروپا گسترش چشم‌گیری یافت و تا اوایل قرن ۱۷ میلادی، تاثیرات رنسانس در سراسر اروپا به وضوح قابل مشاهده بود. واژه رنسانس به معنای نوزایی است و به عنوان مرحله گذار از الهیات و فلسفه ارسطویی به فلسفه مدرن شناخته می‌شود.  این دوره به این دلیل به این نام خوانده می‌شود که تمرکز مطلق بر ارسطو جای خود را به تمام متون فیلسوفان یونان و روم باستان از جمله افلاطون، سقراط، فیثاغورس و بسیاری دیگر داده و جدایی از مکاتب قرون وسطایی اسکولاستیک محور کار فلسفی، قرار گرفت. فلسفه رنسانس و اومانیسم و همچنین مطالعات انسانیِ این دوره، در روش کار و تحقیق هنوز به سنت‌های قرون وسطایی مرتبط بود، به این معنی که این روش‌ها هم‌چنان مبتنی بر گمانه‌آزینی و وابستگی به تحلیلِ متن بودند، اما این روش‌ها به تدریج  جای خود را به سوالات و روش‌های علمی، که موضوع غالب فلسفه مدرن را تشکیل می‌دهند، داد. جنبش آموزشی اومانیسم رنسانس که عمدتاً بر ادبیات متمرکز بود، از اهمیت ویژه‌ای برخوردار بوده و تأثیر زیادی بر فلسفه این دوره داشت. از فیلسوفان و دانشمندان شهیر و تاثیر گذار این دوره می‌توان به ماکیاولی، فرانسیس بیکن، گیمیستوس پلتو، اراسموس، لوتر، فیچینو، کوپرنیک، کِپلر، گالیله و نیکلاسِ کوزانوس اشاره نمود. کوزانوس از شارحان مطرح جریان ارسطوگرایی در دوران رنسانس بود و همچون ارسطو به میراییِ روح باور داشت.
در دوره رنسانس توجه به روشهای علمی و ریاضیات، نخستین گام اساسی بشر به‌سوی کشف دنیایی تازه مبتنی بر شواهد تجربی را فراهم آورد و راه را برای انقلاب علمی و فنی و اختراعات تازه در قرن‌های بعدی هموار نمود.
دوران نوزایی در حقیقت دوران آزادی انسان از قید و بند طبیعت و نیز جهل خود خواسته انسان بود. طبیعت دیگر چیزی نبود که ماورا انسان قرار گرفته باشد و انسان تنها چیزهایی درباره‌اش می‌داند؛ بلکه طبیعت به موضوع کار، تجربه و کاربرد انسان تبدیل شد.

## ‌‌ ویژگی‌های آن
- ۱- رنسانس فعالیت فکری را به عنوان یک کار لذت بخش اجتماعی تشویق می‌کرد و نه به عنوان تفکر محدود و محبوس که هدفی جز صیانت از یک مذهب معلوم و مشخص نداشته باشد.
- ۲- دستگاه فلسفه مدرسی را که به صورت غل و زنجیر فکری درآمده بود در هم شکست چرا که رنسانس مطالعه فلسفه افلاطون را احیا کرد و افلاطون را به جای ارسطو نشانید و بدین وسیله حداقل آن‌ اندازه استقلال فکری که لازمه انتخاب میان افلاطون و ارسطو است را فراهم آورد.

لازم است ذکر شود که فلسفه مشاء در عصر رنسانس نیز مانند سده‌های میانه همچنان در دانشگاه‌ها تدریس می‌شد اما مهم‌ترین امری که این فلسفه را از فلسفه مشائی قرون وسطی متمایز می‌کرد توجه رنسانسیان به زبان یونانی در مطالعه ارسطو بود. به این معنی که در دانشگاه‌ها متون ارسطو را به زبان یونانی مطالعه و تدریس می‌نمودند.

## جریان‌های مطالعه افلاطون
در مطالعه افلاطون در دوره رنسانس حداقل سه جریان عمده می‌توان یافت:
- ۱- عده‌ای‌ همچون پلتو (Pletho) افلاطون را از دیدگاهی غیر مسیحی مطالعه می‌کردند و تعلیم می‌دادند.
- ۲- عده‌ای دیگر مانند مارسیلیو فیچینو سعی می‌کردند که آراء افلاطون را با اعتقادات مسیحی جمع کرده و آن را تبیین کنند.
- ۳- افرادی نیز همچون کوپرنیکوس، گالیله و جوردانو برونو از آراء افلاطون و به‌خصوص توجه‌اش به ریاضیات در بحث‌های جهان‌شناسی استفاده می‌کردند.